# Ат-Тур
Ат-Ту́р (араб. الطور — Гора) — пятьдесят вторая сура Корана. Сура мекканская.  Состоит из 49 аятов.

## Содержание
Сура начинается с клятвы пятью из самых великих творений в том, что неверных, отрицающих посланника, непременно постигнет наказание. В ней рассказывается о видах наказания, которое поразит их в День воскресения и воздаяния. Затем в суре речь идёт о блаженстве богобоязненных, о том, что они будут наслаждаться в райских садах вечности и о тех почестях, которые им будут оказаны в раю. Сура призывает постоянно восхвалять Аллаха и прославлять его.

 Клянусь горой! ۝ Клянусь Писанием, начертанным ۝ на развёрнутой нежной коже! ۝ Клянусь домом наполненным (храмом на седьмом небе)! ۝ Клянусь кровлей возведённой! ۝ Клянусь морем разожжённым (или переполненным; или опустевшим; или перемешанным)! ۝ Наказание твоего Господа непременно наступит, ۝ и ничто не отвратит его. ۝ В тот день небо содрогнётся от колебаний, ۝ а горы придут в движение. ۝ Горе в тот день тем, кто считает истину ложью, ۝ кто забавляется, предаваясь празднословию. ۝ В тот день они будут нещадно ввергнуты в огонь Геенны. ۝ Это - тот самый Огонь, который вы считали ложью. ۝ Неужели это колдовство? Или же вы не видите? ۝ Горите в нём! Вам всё равно, будете вы терпеть или не станете проявлять терпения. Вам воздаётся только за то, что вы совершали. ۝ Воистину, богобоязненные пребудут в Райских садах и блаженстве. ۝ Они будут радоваться тому, чем их одарит их Господь. Господь их уберёг их от мучений в Аду. ۝ Ешьте и пейте во здравие за то, что вы совершали! ۝ Они будут, прислонившись, возлежать на ложах, выстроенных в ряд, и Мы сочетаем их с черноокими, большеглазыми гуриями. ۝ Мы воссоединим верующих с их потомками, которые последовали за ними в вере, и нисколько не умалим их деяний. Каждый человек является заложником того, что он приобрёл. ۝ Мы наделим их фруктами и мясом таким, какое они пожелают. ۝ Они будут передавать друг другу чашу с вином, которое не принесёт ни празднословия, ни греха. ۝ Их будут обходить их юные слуги, подобные сокрытому жемчугу. ۝ Они будут расспрашивать друг друга. ۝ Они скажут: «Прежде, находясь в кругу своих семей, мы трепетали от страха. ۝ Аллах же оказал нам милость и уберёг нас от мучений знойного ветра (или мучений в Аду). ۝ Мы взывали к Нему прежде. Воистину, Он - Добродетельный, Милосердный». 
—  52:1—28 (Кулиев)